# Estadio Cincuentenario
Estadio Cincuentenario – wielofunkcyjna hala sportowa zlokalizowana w Formosie. Została wybudowana 16 października 2007 roku i może pomieścić 4500 osób. Rozgrywa się tu najczęściej mecze koszykówki, siatkówki, futsalu, piłki ręcznej. Ponadto rywalizują też bokserzy i gimnastycy. W tej hali swoje spotkania rozgrywają zawodnicy koszykarskiego zespołu Club La Unión.